# AS Cherbourg Basket
El AS Cherbourg Basket es un equipo de baloncesto francés con sede en la ciudad de Cherbourg, que compite en la NM3, la quinta competición de su país. Disputa sus partidos en la Salle Jean-Nordez, con capacidad para 1.800 espectadores. El club nace en 1989 tras la fusión de Association Cherbourg Basket, antiguamente Union Sportive des Cheminots de Cherbourg. En 1996 la ASC se convierte en sociedad anónima deportiva.
En julio de 2018, el club abandona la NM2 por problemas económicos, pasando a disputar categorías regionales. En 2022 consigue ascender a la NM3, quinta categoría del país.

## Posiciones en liga
- 2009 - (8-NM2)
- 2010 - (10-NM2)
- 2011 - (6-NM2)
- 2012 - (14-NM2)
- 2013 - (1-NM3)
- 2014 - (8-NM2)
- 2015 - (3-NM2)
- 2016 - (11-NM2)
- 2017 - (5-NM2)
- 2018 - (10-NM2)